# Loxodontomys
Loxodontomys là một chi động vật có vú trong họ Cricetidae, bộ Gặm nhấm. Chi này được Osgood miêu tả năm 1947. Loài điển hình của chi này là Mus micropus Waterhouse, 1837.

## Các loài
Chi này gồm các loài: